# Agnes von Hohenstaufen (Oper)
Agnes von Hohenstaufen ist eine „historisch-romantische Oper in drei Akten“ von Gaspare Spontini nach einem Libretto von Ernst Raupach. Der erste Akt der noch nicht fertiggestellten Oper wurde am 18. Mai 1827 an der Königlichen Oper Berlin uraufgeführt. 1829 erfolgte die Uraufführung der überarbeiteten, nun zweiaktigen Oper. 1837 spielte man das Werk in einer neuerlichen Bearbeitung mit drei Akten, von der auch Raupachs Libretto betroffen war.

## Handlung
Die Handlung bezieht sich auf den Kampf zwischen dem Heiligen Römischen Reich, Kaiser Heinrich VI. und dem Führer des Adelshauses der Welfen, Heinrich dem Löwen.

### Erster Akt
In Mainz versammelt der Kaiser seine Truppen gegen den Welfen. Agnes von Hohenstaufen, des Kaisers Base, wird gedrängt, den Sohn Heinrichs des Löwen, Heinrich Palatinus, zu heiraten, aber die Auseinandersetzungen stören diese Pläne. Heinrich kommt als Troubadour verkleidet. Der französische Gesandte schlägt vor, Agnes stattdessen an seinen König, Philipp II. August, zu verheiraten. Der Kaiser stimmt zu, und die Verlobung wird bei einem Bankett angekündigt. Heinrich erträgt nicht, dass der Gesandte Frankreichs mit Agnes kokettiert, und offenbart zornig seine wahre Identität. Der Kaiser verurteilt ihn zum Tode und verbannt Agnes in ein Kloster. Diese Selbstherrlichkeit provoziert einen Aufstand unter den Adligen.

### Zweiter Akt
Heinrich wird Leben und Freiheit zugestanden, sofern er bereit ist, auf Agnes zu verzichten. Er verwirft diese Bedingungen ebenso zornig wie die aufständischen Adeligen. Heinrich wird nun durch den französischen Gesandten aufgefordert, sich am nächsten Tag einem Duell zu stellen. Der Kaiser stimmt zu, gibt jedoch heimlich den Befehl, dass Heinrich während eines Fluchtversuchs getötet werden soll. Heinrich schafft es tatsächlich, aus dem Gefängnis zu entfliehen, und trifft Agnes noch in der Kirche an, wo die beiden schnell verheiratet werden. Der französische Gesandte ist wütend, und nur der Einspruch des Erzbischofs verhindert ein Duell in der Kirche.

### Dritter Akt
Heinrich und Agnes planen, zu den Mannen Heinrichs des Löwen zu fliehen, aber sie werden gefangen genommen. Heinrich erklärt sich bereit, das Duell mit dem französischen Gesandten zu kämpfen, doch als er diesen tödlich zu verletzen droht, stellt sich heraus, dass es kein anderer als König Philipp August selbst war, der seine Braut vor der Hochzeit sehen wollte. Irmengard, Agnes’ Mutter, gibt nun kund, dass die Hochzeit zwischen Heinrich und ihrer Tochter bereits stattgefunden habe. Der Kaiser ist wütend, aber er löst dadurch nur weitere Aufstände unter den Adligen aus. Heinrich zückt überraschend sein Schwert, um die Herrschaft des Kaisers zu verteidigen. Nun gibt der eintreffende Heinrich der Löwe bekannt, dass seine Armee Mainz eingenommen hat, aber auch er bietet an, sich dem Kaiser zu unterwerfen. Der französische König verzeiht dem jungen Heinrich. Der Kaiser segnet die Eheleute und ermuntert seine Untertanen, sich für einen gemeinsamen Feldzug nach Italien zu versöhnen.

## Instrumentation
Die Orchesterbesetzung der Oper enthält die folgenden Instrumente:

- Holzbläser: zwei Piccoloflöten, zwei Flöten, zwei Oboen, zwei Englischhörner, vier Klarinetten, vier Fagotte
- Blechbläser: vier Hörner, zwei Trompeten, vier Posaunen, Tuba
- Pauken, Schlagzeug: Große Trommel, Becken, Triangel, Tamtam, Glocken
- Harfe
- Streicher
- Bühnenmusik: Flöte, zwei Oboen, zwei Klarinetten, zwei Fagotte, Kontrafagott, zwei Bassetthörner, zwölf Hörner, zwei chromatische Tenorhörner, zwei Kenthörner, vier Trompeten, Bassposaune, Tuba, Serpent, Kontrabass

## Werkgeschichte
Seit Beginn seiner Berliner Jahre wartete man dort auf eine neue große Oper von Spontini, doch zunächst arbeitete er nur ältere Werke um oder arrangierte Musik aus seinen Frühwerken für Ballettopern.
Anlässlich der Hochzeit von Prinzessin Marie von Sachsen-Weimar-Eisenach mit Prinz Carl von Preußen am 18. Mai 1827 kam es zu einer ersten Darbietung der vollendeten Teile der Partitur der Agnes, die als „lyrisches Drama“ bezeichnet wurde. Die Berliner Öffentlichkeit und die Presse nahmen diese aufgrund der feindseligen Stimmung gegen Spontini zunächst recht zwiespältig auf, denn man akzeptierte es nicht, dass er die Oper noch nicht vollständig fertiggestellt hatte.
Für die Hochzeit der Prinzessin Augusta von Sachsen-Weimar-Eisenach mit Prinz Wilhelm von Preußen (das waren die Geschwister des Brautpaares von 1827) erstellte Spontini eine zweite Fassung mit zwei Akten, die am 12. Juni 1829 uraufgeführt wurde.
Bei den Uraufführungen dieser beiden Fassungen in der Königlichen Oper Berlin sangen Heinrich Blume (Kaiser Heinrich VI.), Josephine Schultz (Costantia), Heinrich Stümer (Philipp), Julius Eberhard Busolt (Conrad), Anna Milder-Hauptmann (Irmengard), Karoline Seidler (1827) bzw. Pauline von Schätzel (1829) (Agnes), Eduard Devrient (Philipp August), Carl Adam Bader (Heinrich) und Joseph Reichel (Hauskaplan).

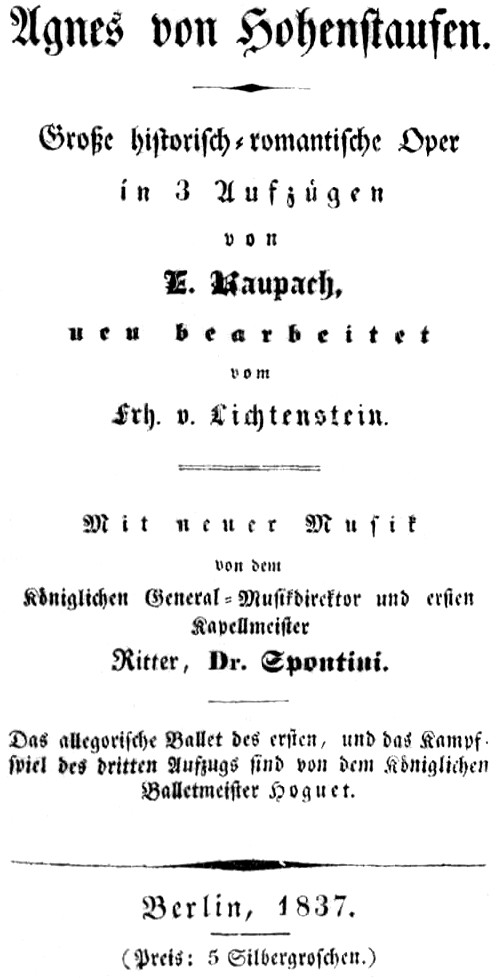
Titelblatt des Librettos, Berlin 1837

Eine dritte Fassung als „Große historisch-romantische Oper in drei Aufzügen“ mit einem von Carl August von Lichtenstein überarbeiteten Libretto wurde am 6. Dezember 1837 wiederum an der Berliner Hofoper uraufgeführt. Es sangen Joseph Fischer (Kaiser Heinrich VI.), Carl Adam Bader (Philipp), Auguste von Faßmann (Irmengard), Caroline Grünbaum (Agnes), Louis Bötticher (Philipp August), Heinrich Blume (Heinrich der Löwe), Josef Eichberger (Heinrich) und August Zschiesche (Erzbischof).

## Rezeption im 20./21. Jahrhundert
1954 studierte Vittorio Gui das Werk ein, und es wurde unter seiner musikalischen Leitung auch auf Tonträgern aufgezeichnet. Weitere szenische und konzertante Aufführungen gab es mit Anita Cerquetti und in den 1970er Jahren u. a. unter Riccardo Muti mit Montserrat Caballé und Leyla Gencer (1974). All diese Aufführungen wurden in italienischer Übersetzung gespielt.
Die deutsche Originalfassung von 1837 liegt inzwischen in einer kritischen Partiturausgabe vor. In dieser Fassung wurde Agnes von Hohenstaufen in der Spielzeit 2018 am Theater Erfurt unter der musikalischen Leitung von Zoi Tsokanou inszeniert (Premiere: 1. Juni 2018). Hier erklang auch erstmals seit ca. 1840 wieder die zuvor verschollen geglaubte Ouvertüre, die vom italienischen Komponisten Paolo Prete in der königlichen Bibliothek in Kopenhagen aufgefunden und von Arne Langer herausgegeben wurde.

## Ausgabe
- Gaspare Spontini: Agnes von Hohenstaufen (= Die Oper, Kritische Ausgabe von Hauptwerken der Operngeschichte, Bd. 6), Hrsg. von Jens Wildgruber, 2 Halbbände, 383 und 464 Seiten, 2001, ISMN M-2018-3111-4.